# Coppa asiatica femminile di pallavolo 2016
La Coppa asiatica femminile di pallavolo 2016 si è svolta dal 14 al 20 settembre 2016 a Vĩnh Yên, in Vietnam: al torneo hanno partecipato otto squadre nazionali asiatiche e oceaniane e la vittoria finale è andata per la quarta volta, la seconda consecutiva, alla Cina.

## Impianti
|                                                                   |  |  |
|                                                                   |  |  |
| Vĩnh Yên Gymnasium Città: Vĩnh Yên Capienza: - Anno d'apertura: - |  |  |

## Regolamento
Le squadre hanno disputato una prima fase a gironi con formula del girone all'italiana; al termine della prima fase tutte le squadre hanno acceduto alla fase finale per il primo posto, strutturata in quarti di finale, semifinali, finale per il terzo posto e finale. Le squadre sconfitte ai quarti di finale della fase finale per il primo posto hanno acceduto alla fase finale per il quinto posto, strutturata in semifinali, finale per il settimo posto e finale per il quinto posto.

## Squadre partecipanti
| Squadra       | Qualificazione                             | Ultima partecipazione |
| ------------- | ------------------------------------------ | --------------------- |
| Cina          | 1ª al campionato asiatico e oceaniano 2015 | Cina 2014             |
| Corea del Sud | 2ª al campionato asiatico e oceaniano 2015 | Cina 2014             |
| Giappone      | 6ª al campionato asiatico e oceaniano 2015 | Cina 2014             |
| Iran          | 8ª al campionato asiatico e oceaniano 2015 | Cina 2014             |
| Kazakistan    | 7ª al campionato asiatico e oceaniano 2015 | Cina 2014             |
| Taipei cinese | 4ª al campionato asiatico e oceaniano 2015 | Cina 2014             |
| Thailandia    | 3ª al campionato asiatico e oceaniano 2015 | Cina 2014             |
| Vietnam       | Paese organizzatore                        | Cina 2014             |

## Torneo

### Fase a gironi
| Girone A      | Girone B      |
| ------------- | ------------- |
| Cina          | Giappone      |
| Corea del Sud | Kazakistan    |
| Iran          | Taipei cinese |
| Vietnam       | Thailandia    |

#### Girone A

##### Risultati
| 14 settembre 2016 Vĩnh Yên Gymnasium, Vĩnh Yên Durata: 2h:18 - Spettatori: 700   | Taipei cinese | 2 - 3 | Thailandia    | 22-25, 25-23, 25-22, 13-25, 15-17 |
| 14 settembre 2016 Vĩnh Yên Gymnasium, Vĩnh Yên Durata: 2h:09 - Spettatori: 3 000 | Iran          | 2 - 3 | Vietnam       | 25-27, 25-22, 25-21, 20-25, 12-15 |
| 15 settembre 2016 Vĩnh Yên Gymnasium, Vĩnh Yên Durata: 1h:15 - Spettatori: 500   | Iran          | 0 - 3 | Taipei cinese | 23-25, 12-25, 19-25               |
| 15 settembre 2016 Vĩnh Yên Gymnasium, Vĩnh Yên Durata: 1h:21 - Spettatori: 2 300 | Vietnam       | 0 - 3 | Thailandia    | 26-28, 18-25, 22-25               |
| 16 settembre 2016 Vĩnh Yên Gymnasium, Vĩnh Yên Durata: 1h:10 - Spettatori: 500   | Thailandia    | 3 - 0 | Iran          | 25-12, 25-12, 25-21               |
| 16 settembre 2016 Vĩnh Yên Gymnasium, Vĩnh Yên Durata: 2h:08 - Spettatori: 3 000 | Taipei cinese | 2 - 3 | Vietnam       | 25-16, 25-23, 17-25, 17-25, 12-15 |

##### Classifica
| Pos | Squadra       | Pt | G | V | P | SV | SP | Ratio | PF  | PS  | Ratio |
| --- | ------------- | -- | - | - | - | -- | -- | ----- | --- | --- | ----- |
| 1   | Thailandia    | 8  | 3 | 3 | 0 | 9  | 2  | 4.500 | 265 | 211 | 1.256 |
| 2   | Vietnam       | 4  | 3 | 2 | 1 | 6  | 7  | 0.857 | 280 | 281 | 0.996 |
| 3   | Taipei cinese | 5  | 3 | 1 | 2 | 7  | 6  | 1.167 | 271 | 270 | 1.004 |
| 4   | Iran          | 1  | 3 | 0 | 3 | 2  | 9  | 0.222 | 206 | 260 | 0.792 |

#### Girone B

##### Risultati
| 14 settembre 2016 Vĩnh Yên Gymnasium, Vĩnh Yên Durata: 1h:56 - Spettatori: 500   | Kazakistan    | 1 - 3 | Giappone      | 20-25, 21-25, 25-17, 23-25        |
| 14 settembre 2016 Vĩnh Yên Gymnasium, Vĩnh Yên Durata: 1h:14 - Spettatori: 1 500 | Corea del Sud | 0 - 3 | Cina          | 17-25, 14-25, 16-25               |
| 15 settembre 2016 Vĩnh Yên Gymnasium, Vĩnh Yên Durata: 1h:09 - Spettatori: 200   | Kazakistan    | 3 - 0 | Corea del Sud | 25-9, 25-13, 25-14                |
| 15 settembre 2016 Vĩnh Yên Gymnasium, Vĩnh Yên Durata: 1h:56 - Spettatori: 2 500 | Giappone      | 2 - 3 | Cina          | 15-25, 25-15, 19-25, 25-20, 7-15  |
| 16 settembre 2016 Vĩnh Yên Gymnasium, Vĩnh Yên Durata: 1h:11 - Spettatori: 2 000 | Corea del Sud | 0 - 3 | Giappone      | 13-25, 18-25, 8-25                |
| 16 settembre 2016 Vĩnh Yên Gymnasium, Vĩnh Yên Durata: 2h:15 - Spettatori: 1 000 | Cina          | 2 - 3 | Kazakistan    | 22-25, 25-23, 25-11, 23-25, 12-15 |

##### Classifica
| Pos | Squadra       | Pt | G | V | P | SV | SP | Ratio | PF  | PS  | Ratio |
| --- | ------------- | -- | - | - | - | -- | -- | ----- | --- | --- | ----- |
| 1   | Giappone      | 7  | 3 | 2 | 1 | 8  | 4  | 2.000 | 258 | 228 | 1.132 |
| 2   | Cina          | 6  | 3 | 2 | 1 | 8  | 5  | 1.600 | 282 | 237 | 1.190 |
| 3   | Kazakistan    | 5  | 3 | 2 | 1 | 7  | 5  | 1.400 | 263 | 235 | 1.119 |
| 4   | Corea del Sud | 0  | 3 | 0 | 3 | 0  | 9  | 0.000 | 122 | 225 | 0.542 |

### Fase finale

#### Finale 1º e 3º posto
|  | Quarti        | Quarti     |            |          | Semifinale         | Semifinale         |  |  | Finale 1º/2º posto | Finale 1º/2º posto |
|  |               |            |            |          |                    |                    |  |  |                    |                    |
|  |               |            |            |          |                    |                    |  |  |                    |                    |
|  |               |            |            |          |                    |                    |  |  |                    |                    |
|  | Thailandia    | 3          |            |          |                    |                    |  |  |                    |                    |
|  | Thailandia    | 3          |            |          |                    |                    |  |  |                    |                    |
|  | Corea del Sud | 0          |            |          |                    |                    |  |  |                    |                    |
|  | Corea del Sud | 0          | Thailandia | 2        |                    |                    |  |  |                    |                    |
|  |               |            | Thailandia | 2        |                    |                    |  |  |                    |                    |
|  |               | Cina       | 3          |          |                    |                    |  |  |                    |                    |
|  | Cina          | Cina       | 3          | 3        |                    |                    |  |  |                    |                    |
|  | Cina          |            |            | 3        |                    |                    |  |  |                    |                    |
|  | Taipei cinese | 0          |            |          |                    |                    |  |  |                    |                    |
|  | Taipei cinese | 0          | Cina       | 3        |                    |                    |  |  |                    |                    |
|  |               |            | Cina       | 3        |                    |                    |  |  |                    |                    |
|  |               | Kazakistan | 0          |          |                    |                    |  |  |                    |                    |
|  | Giappone      | Kazakistan | 0          | 3        |                    |                    |  |  |                    |                    |
|  | Giappone      |            |            | 3        |                    |                    |  |  |                    |                    |
|  | Iran          | 1          |            |          |                    |                    |  |  |                    |                    |
|  | Iran          | 1          | Giappone   | 1        | Finale 3º/4º posto | Finale 3º/4º posto |  |  |                    |                    |
|  |               |            | Giappone   | 1        | Finale 3º/4º posto | Finale 3º/4º posto |  |  |                    |                    |
|  |               | Kazakistan | 3          |          |                    |                    |  |  |                    |                    |
|  | Vietnam       | Kazakistan | 3          | 0        | Thailandia         | 3                  |  |  |                    |                    |
|  | Vietnam       |            |            | 0        | Thailandia         | 3                  |  |  |                    |                    |
|  | Kazakistan    | 3          |            | Giappone | 0                  |                    |  |  |                    |                    |
|  | Kazakistan    | 3          |            |          | 0                  |                    |  |  |                    |                    |
|  |               |            |            |          |                    |                    |  |  |                    |                    |
|  |               |            |            |          |                    |                    |  |  |                    |                    |

##### Quarti di finale
| 18 settembre 2016 Vĩnh Yên Gymnasium, Vĩnh Yên Durata: 1h:06 - Spettatori: 1 500 | Thailandia | 3 - 0 | Corea del Sud | 25-6, 25-12, 25-20         |
| 18 settembre 2016 Vĩnh Yên Gymnasium, Vĩnh Yên Durata: 1h:53 - Spettatori: 1 500 | Giappone   | 3 - 1 | Iran          | 25-21, 20-25, 25-21, 25-21 |
| 18 settembre 2016 Vĩnh Yên Gymnasium, Vĩnh Yên Durata: 1h:28 - Spettatori: 3 000 | Vietnam    | 0 - 3 | Kazakistan    | 23-25, 23-25, 23-25        |
| 18 settembre 2016 Vĩnh Yên Gymnasium, Vĩnh Yên Durata: 1h:14 - Spettatori: 600   | Cina       | 3 - 0 | Taipei cinese | 25-19, 25-15, 25-12        |

##### Semifinali
| 19 settembre 2016 Vĩnh Yên Gymnasium, Vĩnh Yên Durata: 1h:39 - Spettatori: 1 500 | Giappone   | 1 - 3 | Kazakistan | 25-19, 11-25, 21-25, 16-25        |
| 19 settembre 2016 Vĩnh Yên Gymnasium, Vĩnh Yên Durata: 2h:08 - Spettatori: 1 000 | Thailandia | 2 - 3 | Cina       | 21-25, 25-23, 25-18, 21-25, 13-15 |

##### Finale 3º posto
| 20 settembre 2016 Vĩnh Yên Gymnasium, Vĩnh Yên Durata: 1h:16 - Spettatori: 2 000 | Thailandia | 3 - 0 | Giappone | 25-22, 25-16, 25-17 |

##### Finale
| 20 settembre 2016 Vĩnh Yên Gymnasium, Vĩnh Yên Durata: 1h:11 - Spettatori: 3 000 | Cina | 3 - 0 | Kazakistan | 25-19, 25-19, 25-13 |

#### Finale 5º e 7º posto
|  | Semifinali    | Semifinali    | Semifinali    |               |      | Finale 5º/6º posto | Finale 5º/6º posto | Finale 5º/6º posto |  |
|  |               |               |               |               |      |                    |                    |                    |  |
|  | Iran          | Iran          | 3             |               |      |                    |                    |                    |  |
|  | Iran          | Iran          | 3             |               |      |                    |                    |                    |  |
|  | Vietnam       | Vietnam       | 1             |               |      |                    |                    |                    |  |
|  | Vietnam       | Vietnam       | 1             |               | Iran | Iran               | 1                  |                    |  |
|  |               |               |               |               | Iran | Iran               | 1                  |                    |  |
|  |               |               | Taipei cinese | Taipei cinese | 3    |                    |                    |                    |  |
|  | Corea del Sud | Corea del Sud | Taipei cinese | Taipei cinese | 3    | 0                  |                    |                    |  |
|  | Corea del Sud | Corea del Sud |               |               |      | 0                  |                    |                    |  |
|  | Taipei cinese | Taipei cinese | 3             |               |      | Finale 7º/8º posto | Finale 7º/8º posto | Finale 7º/8º posto |  |
|  | Taipei cinese | Taipei cinese | 3             |               |      |                    |                    |                    |  |
|  |               |               |               |               |      |                    |                    |                    |  |
|  |               |               |               |               |      | Vietnam            | Vietnam            | 3                  |  |
|  |               |               |               |               |      | Vietnam            | Vietnam            | 3                  |  |
|  |               |               |               |               |      | Corea del Sud      | Corea del Sud      | 2                  |  |

##### Semifinali
| 19 settembre 2016 Vĩnh Yên Gymnasium, Vĩnh Yên Durata: 1h:56 - Spettatori: 700   | Iran          | 3 - 1 | Vietnam       | 19-25, 25-14, 32-30, 25-23 |
| 19 settembre 2016 Vĩnh Yên Gymnasium, Vĩnh Yên Durata: 1h:22 - Spettatori: 1 200 | Corea del Sud | 0 - 3 | Taipei cinese | 20-25, 17-25, 18-25        |

##### Finale 7º posto
| 20 settembre 2016 Vĩnh Yên Gymnasium, Vĩnh Yên Durata: 2h:10 - Spettatori: 1 300 | Vietnam | 3 - 2 | Corea del Sud | 25-17, 25-27, 23-25, 25-18, 15-8 |

##### Finale 5º posto
| 20 settembre 2016 Vĩnh Yên Gymnasium, Vĩnh Yên Durata: 2h:00 - Spettatori: 600 | Iran | 0 - 3 | Taipei cinese | 21-25, 21-25, 25-23, 22-25 |

## Podio

### Campione
Formazione: 1 Chen Liyi, 5 Li Jing, 6 Yang Zhou, 7 Zheng Yixin, 8 Wang Na, 9 Zhang Changning, 10 Yao Di, 11 Xu Jiujing, 12 Song Meili, 13 Zhang Xiaoya, 14 Gong Xiangyu, 15 Wang Yuanyuan, 16 Shan Danna, 18 Wang Mengjie, CT: Chen Youquan

### Secondo posto
Formazione: 1 Tatyana Fendrikova, 2 Lyudmila Issayeva, 3 Diana Kavtorina, 4 Yekaterina Zhdanova, 9 Irina Lukomskaya, 10 Irina Shenberger, 11 Katerina Tatko, 12 Evgeniia Ilina, 13 Radmila Beresneva, 14 Antonina Rubtsova, 16 Aliya Batkuldina, 17 Alla Bogdashkina, 18 Kristina Anikonova, CT: Shapran Vyacheslav

### Terzo posto
Formazione: 1 Tichaya Boonlert, 2 Piyanut Pannoy, 3 Pornpun Guedpard, 4 Thatdao Nuekjang, 5 Pleumjit Thinkaow, 7 Hattaya Bamrungsuk, 8 Yupa Sanitklang, 9 Jarasporn Bundasak, 10 Wilavan Apinyapong, 12 Pimpichaya Kokram, 15 Malika Kanthong, 18 Ajcharaporn Kongyot, 19 Chatchu-on Moksri, 20 Soraya Phomla, CT: Danai Sriwatcharamethakul

## Classifica finale
| Pos | Squadre       |
| --- | ------------- |
|     | Cina          |
|     | Kazakistan    |
|     | Thailandia    |
| 4   | Giappone      |
| 5   | Taipei cinese |
| 6   | Iran          |
| 7   | Vietnam       |
| 8   | Corea del Sud |

## Premi individuali
| Premio                 | Nome                | Squadra    |
| ---------------------- | ------------------- | ---------- |
| MVP                    | Li Jing             | Cina       |
| Miglior palleggiatrice | Irina Lukomskaya    | Kazakistan |
| Miglior opposto        | Yekaterina Zhdanova | Kazakistan |
| Miglior schiacciatrice | Li Jing             | Cina       |
| Miglior schiacciatrice | Ajcharaporn Kongyot | Thailandia |
| Miglior centrale       | Kristina Anikonova  | Kazakistan |
| Miglior centrale       | Yang Zhou           | Cina       |
| Miglior libero         | Piyanut Pannoy      | Thailandia |